# Seydou Boro
Seydou Boro (Ouagadougou, 1968) is een acteur, danser, muzikant en choreograaf uit Burkina Faso.

## Biografie
Voordat hij een opleiding tot acteur volgde was Seydou Boro actief als voetballer in Burkina Faso. Tussen 1980 en 1990 speelde hij voor Rail Club du Kadiogo, een voetbalclub uit Ouagadougou. In 1990 volgde hij een acteeropleiding bij het theatergezelschap Feeren, van Amadou Bourou . Als theateracteur speelde hij onder andere mee in Marafootage (1991) van Amadou Bourou en Koning Oedipus in de versie van Eric Podor. Hiernaast speelde hij ook in de films L'Héritage du griot van Dani Kouyaté en Le Royaume du passage van Éric Cloué.
In 1992 trad hij toe tot het gezelschap van choreografe Mathilde Monnier in Montpellier, waar hij meewerkte aan verschillende voorstellingen, zoals  Pour Antigone, Nuit, Arrêtez, Arrêtez, Arrêtez, Arrête en Les places de là . In datzelfde jaar ontmoette hij de danser en choreograaf Salia Sanou bij het Centre Chorégraphique National de Montpellier, waar ze beiden actief waren. In 1995 richtten ze samen de Compagnie Salia nï Seydou op. In 1996 maakten ze hun eerste voorstelling, Le siècle des fous, die een middenweg zoekt tussen de Afrikaanse traditie en moderne bewegingstaal. Andere voorstellingen van het gezelschap zijn Figninto, l’œil troué; Taagalà, le voyageur; Weeleni, l’appel; C’est-à-dire…; Un Pas de Côté; Poussières de sang en Concert d’un homme décousu
Boro en Sanou maken deel uit van een generatie Afrikaanse dansers die wil weggaan van dans die uitgaat van bepaalde exotische en folkloristische stereotypen die gelimiteerd is door traditie.  Met hun gezelschap zoeken ze naar een creatieve vorm van dans die meer gericht is op betekenis en emotie dan aan pure esthetiek. Ze waren beide laureaat bij de tweede Choreographic Meetings of Africa and the Indian Ocean in Luanda en ontvangen de R.F.I. Danse 98, met Figninto, l’œil troué. in 2003 werd Seydou Boro artiest van het jaar van de Organisation Internationale de la Francophonie.  De Compagnie Salia nï Seydou heeft in totaal elf voorstellingen gemaakt, die op vele internationale scènes te zien waren.
Van 2008 tot 2011 waren Seydou Boro en  Salia Sanou in residentie in het Centre national de la danse in Pantin en ze zijn geassocieerde artiesten bij de Passerelle - Scène nationale de Saint-Brieuc, in het Centre national de la danse in Pantin en bij de Louis Aragon Theatre in Tremblay-en-France.
Samen met Salia Sanou richtte Boro in Ouagadougou in 2006 het eerste choreografische ontwikkelingscentrum in Afrika op, getiteld “CDC - La Termitière”, naar het model van het Franse CDC. Het centrum is een ontmoetingsplaats, werkplek en opleidingscentrum voor jonge Afrikaanse en internationale dansers. Het centrum organiseert elk jaar het Festival Dialogues du corps.
Naast zijn werk als choreograaf maakte Boro ook documentaires over Afrikaanse dans zoals La Rencontre en the Ebony Dancer. In 2006 speelde hij ook mee in de film Paris, Je t'aime. In 2007 ontvangt Seydou Boro de Trophée des Créateurs Culturesfrance.
In 2010 besloten Boro en Sanou hun samenwerking te beëindigen, hoewel ze nog wel samen directeur van CDC - La Termitière bleven. In datzelfde jaar richt hij Corps d’Hommes – Compagnie Seydou Boro op. Sindsdien wil hij zijn choreografisch werk meer combineren met muzikale en cinematografische creaties. Ook in 2010 komt Kanou, het eerste muzikale album van Boro uit. 
Met zijn compagnie maakte hij in 2010 Le tango du cheval . In 2013 bewerkte hij een traditioneel sprookje tot een choreografische project voor jongeren: Pourquoi la hyène a les pattes inférieures plus courtes que celles de devant, et le singe les fesses pelées? In 2014 creëerde hij met zijn gezelschap en 4 muzikanten uit Burkina Faso Surukou.
Seydou Boro werd in 2015 benoemd tot Commandeur des Arts et des Lettres door het Franse Ministerie van Cultuur en ontving  ‘Le Prix Musiques des Régions Francophones’ op het Festival Musiques Métisses d’Angoulême. Sinds 2015 is Compagnie Seydou Boro in residentie in La Briqueterie, Centre de Danse Contemporaine du Val de Marne. Deze residentie monde uit in de voorstelling Le Cri de la Chair, die in 2016 in première ging.
In 2018 kwam zijn tweede muzikale album, Hôrôn, uit. In 2019 creëerde Boro de voorstelling Koteba in deSingel in Antwerpen, waar de voorstelling ook in première ging.

## Geselecteerde choreografieën

##### Met Compagnie Salia nï Seydou
- 1996 : Le Siècle des fous
- 1997 : Figninto, l'œil trouvé
- 2000 : Taagalà, le voyageur
- 2002 : Weeleni, l'appel
- 2007 : C'est-à-dire
- 2008 : Poussières de sang

##### Met Corps d'hommes - Compagnie Seydou Boro
- 2010: Le tango du cheval
- 2013: Pourquoi la hyène a les pattes inférieures plus courtes que celles de devant, et le singe les fesses pelées?
- 2014: Surukou
- 2016: Le Cri de la Chair
- 2019: Koteba

## Filmografie

##### Als Acteur
- 1995: Keita! L'héritage du griot van Dani Kouyaté
- 1998 : You Are Welcome door Fenia Papadodima
- 2003 : Clandestin van Philippe Larue
- 2006 : Paris, je t'aime, sectie Place des Fêtes  van Oliver Schmitz

##### Als regisseur
- 1999: La rencontre
- 2002: La danseuse d'ébène

## Discografie
- 2010: Kanou
- 2016: Hôrôn

## Onderscheidingen
- 1996: Eerste prijs op het 'Concours de danse contemporaine d'Afrique en créations', met Salia Sanou, voor Le siècle des fous
- 1998: R.F.I. Danse 98, met Salia Sanou, voor Figninto, l’œil troué
- 2003: Artiest van het jaar van de Organisation Internationale de la Francophonie
- 2007: Trophée des Créateurs Culturesfrance
- 2015: Commandeur des Arts et des Lettres
- 2015: Le Prix Musiques des Régions Francophones op het Festival Musiques Métisses d’Angoulême